# جفری اسپنسر
جفری اسپنسر (انگلیسی: Jeffrey Spencer؛ زادهٔ ۱۴ آوریل ۱۹۵۱) دوچرخه‌سوار اهل ایالات متحده آمریکا است. وی در بازی‌های المپیک تابستانی ۱۹۷۲ شرکت کرده است.